# ミジヤ
座標: 北緯43度41分 東経23度51分 / 北緯43.683度 東経23.850度

ミジヤ
Мизияミジヤ ブルガリア内のミジヤの位置

ミジヤ（ブルガリア語: Мѝзия / Miziya）はブルガリア北西部の町、およびそれを中心とした基礎自治体。ヴラツァ州に属する。

## 町村
ミジヤ基礎自治体（Община Мизия）には、その中心であるミジヤをはじめ、以下の町村（集落）が存在している。
- Войводово
- Крушовица
- Липница

- Мизия
- Сараево
- Софрониево